# Australian Open 1983
De 72e editie van het Australische grandslamtoernooi, het Australian Open 1983, werd gehouden van 29 november tot en met 11 december 1983. Voor de vrouwen was het de 58e editie. Het werd op de Kooyong Lawn Tennis Club te Melbourne gespeeld.

## Belangrijkste uitslagen
Mannenenkelspel

Finale: Mats Wilander (Zweden) won van Ivan Lendl (Tsjecho-Slowakije) met 6-1, 6-4, 6-4
Vrouwenenkelspel

Finale: Martina Navrátilová (VS) won van Kathy Jordan (VS) met 6-2, 7-6
Mannendubbelspel

Finale: Mark Edmondson (Australië) en Paul McNamee (Australië) wonnen van Steve Denton (VS) en Sherwood Stewart (VS) met 6-3, 7-6
Vrouwendubbelspel

Finale: Martina Navrátilová (VS) en Pam Shriver (VS) wonnen van Anne Hobbs (VK) en Wendy Turnbull (Australië) met 6-4, 6-7, 6-2
Gemengd dubbelspel

niet gespeeld tussen 1970 en 1986
Meisjesenkelspel

Finale: Amanda Brown (VK) won van Bernadette Randall  (Australië) met 7-6, 6-3
Meisjesdubbelspel

Finale: Bernadette Randall  (Australië) en Kim Staunton (Australië) wonnen van Jenny Byrne (Australië) en Janine Thompson (Australië) met 3-6, 6-3, 6-3
Jongensenkelspel

Finale: Stefan Edberg (Zweden) won van Simon Youl (Australië) met 6-4, 6-4
Jongensdubbelspel

Finale: Jamie Harty (Australië) en Desmond Tyson (Australië) wonnen van Darren Cahill (Australië) en Anthony Lane (Australië) met 3-6, 6-4, 6-3
1905 · 1906 · 1907 · 1908 · 1909 · 1910 · 1911 · 1912 · 1913 · 1914 · 1915 · 1916–1918 · 1919 · 1920 · 1921 · 1922 · 1923 · 1924 · 1925 · 1926 · 1927 · 1928 · 1929 · 1930 · 1931 · 1932 · 1933 · 1934 · 1935 · 1936 · 1937 · 1938 · 1939 · 1940 · 1941–1945 · 1946 · 1947 · 1948 · 1949 · 1950 · 1951 · 1952 · 1953 · 1954 · 1955 · 1956 · 1957 · 1958 · 1959 · 1960 · 1961 · 1962 · 1963 · 1964 · 1965 · 1966 · 1967 · 1968
↓ open tijdperk ↓
1969 (m-v-md-vd-gd) · 1970 (m-v-md-vd) · 1971 (m-v-md-vd) · 1972 (m-v-md-vd) · 1973 (m-v-md-vd) · 1974 (m-v-md-vd) · 1975 (m-v-md-vd) · 1976 (m-v-md-vd) · jan 1977 (m-v-md-vd) · dec 1977 (m-v-md-vd) · 1978 (m-v-md-vd) · 1979 (m-v-md-vd) · 1980 (m-v-md-vd) · 1981 (m-v-md-vd) · 1982 (m-v-md-vd) · 1983 (m-v-md-vd) · 1984 (m-v-md-vd) · 1985 (m-v-md-vd) · 1986 · 1987 (m-v-md-vd-gd) · 1988 (m-v-md-vd-gd) · 1989 (m-v-md-vd-gd) · 1990 (m-v-md-vd-gd) · 1991 (m-v-md-vd-gd) · 1992 (m-v-md-vd-gd) · 1993 (m-v-md-vd-gd) · 1994 (m-v-md-vd-gd) · 1995 (m-v-md-vd-gd) · 1996 (m-v-md-vd-gd) · 1997 (m-v-md-vd-gd) · 1998 (m-v-md-vd-gd) · 1999 (m-v-md-vd-gd) · 2000 (m-v-md-vd-gd) · 2001 (m-v-md-vd-gd) · 2002 (m-v-md-vd-gd) · 2003 (m-v-md-vd-gd) · 2004 (m-v-md-vd-gd) · 2005 (m-v-md-vd-gd) · 2006 (m-v-md-vd-gd) · 2007 (m-v-md-vd-gd) · 2008 (m-v-md-vd-gd) · 2009 (m-v-md-vd-gd) · 2010 (m-v-md-vd-gd) · 2011 (m-v-md-vd-gd) · 2012 (m-v-md-vd-gd) · 2013 (m-v-md-vd-gd) · 2014 (m-v-md-vd-gd) · 2015 (m-v-md-vd-gd) · 2016 (m-v-md-vd-gd) · 2017 (m-v-md-vd-gd) · 2018 (m-v-md-vd-gd) · 2019 (m-v-md-vd-gd)  · 2020 (m-v-md-vd-gd) · 2021 (m-v-md-vd-gd) · 2022 (m-v-md-vd-gd) · 2023 (m-v-md-vd-gd) · 2024 (m-v-md-vd-gd) · 2025 (m-v-md-vd-gd)
Lijst van Australian Openwinnaars